# 코스믹 라테

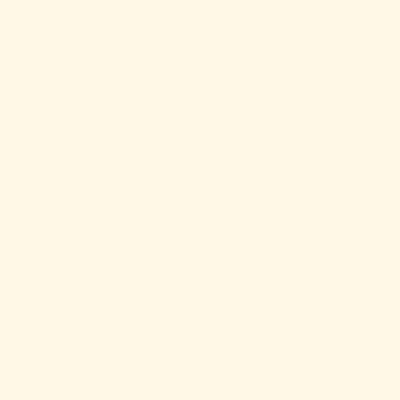
우주의 평균 색, 코스믹 라테.

코스믹 라테(Cosmic latte)는 존스 홉킨스 대학에서 천문학자들로 구성된 팀에 의해 주어진 우주의 평균 색상에 할당된 이름이다. 2001년 칼 글래즈브루크와 이반 볼드리는 우주의 색을 녹색을 띤 흰색으로 확인하지만, 우주 속 모든 빛의 색상을 약간 베이지색을 띈 흰색이라고 추가 보도하며, 곧 2002년 논문에서 분석을 수정했다. 조사는 20만 이상의 은하를 포함, 우주의 큰 볼륨에서 빛의 스펙트럼 범위를 측정하였다. 코스믹 라테의 십육진법 RGB 값은 #FFF8E7이다.